# Кубок світу з біатлону 2007—2008 — етап 1
Перший етап  Кубка світу з біатлону 2007–2008 відбувався в Контіолахті, Фінляндія, з 28 листопада по  2 грудня 2007 року.

## Гонки
Розклад гонок наведено нижче
| Дата         | Час       | Гонка                                  |
| ------------ | --------- | -------------------------------------- |
| 29 листопада | 11:30 CET | Жінки, індивідуальна гонка на 15 км    |
| 29 листопада | 14:30 CET | Чоловіки, індивідуальна гонка на 20 км |
| 30 листопада | 14:45 CET | Жінки, спринт 7,5 км                   |
| 1 грудня     | 14:45 CET | Чоловіки, спринт 10 км                 |
| 2 грудня     | 12:20 CET | Жінки, переслідування, 10 км           |
| 2 грудня     | 14:45 CET | Чоловіки, переслідування 12,5 км       |

## Призери

### Чоловіки
| Гонка:                                                                         | Золото:                       | Час               | Срібло:                       | Час               | Бронза:                | час               |
| Індивідуальна, 20 км Протокол [Архівовано 30 жовтня 2013 у Wayback Machine.]   | Венсан Дефран Франція         | 51:25.2 (0+0+0+0) | Халвар Ханевольд Норвегія     | 51:48.8 (0+1+0+0) | Максим Чудов Росія     | 51:55.4 (0+0+1+0) |
| Спринт 10 км Протокол [Архівовано 17 жовтня 2014 у Wayback Machine.]           | Уле-Ейнар Б'єрндален Норвегія | 23:13.4 (0+0)     | Дмитро Ярошенко Росія         | 23:26.1 (1+0)     | Карстен Пумп Німеччина | 23:36.7 (0+0)     |
| Переслідування 12,5 км Протокол [Архівовано 17 жовтня 2014 у Wayback Machine.] | Іван Черезов Росія            | 32:51.9 (0+0+0+0) | Уле-Ейнар Б'єрндален Норвегія | 33:19.6 (1+1+0+2) | Дмитро Ярошенко Росія  | 33:52.4 (0+0+0+3) |

### Жінки
| Гонка:                                                                       | Золото:               | Час               | Срібло:                  | Час               | Бронза:                    | Час               |
| Індивідуальна, 15 км Протокол [Архівовано 30 жовтня 2013 у Wayback Machine.] | Мартіна Бек Німеччина | 46:28.8 (0+0+0+0) | Тетяна Моїсєєва Росія    | 46:35.5 (0+0+0+0) | Сімона Хаусвальд Німеччина | 47:31.5 (0+1+0+1) |
| Спринт, 7,5 км Протокол [Архівовано 10 червня 2015 у Wayback Machine.]       | Мартіна Бек Німеччина | 21:24.1 (0+0)     | Каті Вільгельм Німеччина | 21:24.4 (1+0)     | Тура Бергер Норвегія       | 21:24.7 (0+0)     |
| Переслідування, 10 км Протокол [Архівовано 2 грудня 2014 у Wayback Machine.] | Тура Бергер Норвегія  | 31:59.7 (0+0+0+1) | Андреа Хенкель Німеччина | 32:18.5 (0+0+2+0) | Мартіна Бек Німеччина      | 32:42.2 (0+0+1+0) |